# Cecilia Neville
Cecilia Neville (castillo de Raby, 3 de mayo de 1415 - Berkhamsted Castle, 31 de mayo de 1495), duquesa de York, fue la esposa de Ricardo de York y madre de los reyes Eduardo IV de Inglaterra y Ricardo III de Inglaterra.

## Orígenes
Cecilia Neville era hija de Ralph Neville, conde de Westmorland, y de Juana Beaufort. Sus abuelos maternos fueron Juan de Gante, I duque de Lancaster y Catalina de Roet-Swynford. Juan de Gante fue el tercer hijo de Eduardo III de Inglaterra y su esposa Felipa de Henao.

## Duquesa de York
A los nueve años su padre la comprometió en matrimonio con Ricardo Plantagenet, tercer duque de York. Ralph Neville murió en octubre de 1425 y la tutela de Cecilia pasó a su viuda, Juana Beaufort. Cecilia y Ricardo se casaron en octubre de 1429.
Su hija Ana nació en agosto de 1439 en Northamptonshire. Cuando Ricardo se convirtió en teniente del Rey y gobernador general de Francia en 1441, Cecilia se trasladó a Ruan con su esposo. Su hijo Enrique nació en febrero, pero murió poco después.
El futuro Eduardo IV nació en Ruan el 28 de abril de 1442 y de inmediato fue bautizado de forma privada en una pequeña capilla. Más tarde sería acusado de ilegitimidad por su primo Ricardo Neville y por su propio hermano Jorge de Clarence, para intentar derrocarlo, pero estas reclamaciones fueron rechazadas. Algunos historiadores modernos utilizan la fecha de nacimiento de Eduardo como prueba de su ilegitimidad: el duque estaba ausente en los días de concepción y llama la atención el bautizo de forma privada, en comparación con el lujo del bautizo de su hermano Jorge. Aunque ciertos estudiosos sostienen que fue un nacimiento prematuro no existen pruebas al respecto. Otros historiadores opinan que debido a las alianzas militares, el esposo de Cecilia pudo visitarla en la fecha de la concepción. De cualquier forma, Ricardo reconoció al niño como suyo, lo que establece la paternidad legal.

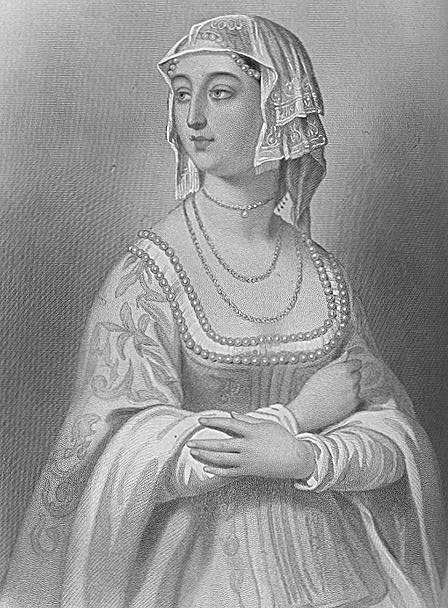
Margarita de Anjou en un retrato de fantasía.

Alrededor de 1454, cuando Ricardo comenzó a resentirse de la influencia de Edmundo Beaufort, duque de Somerset, Cecilia lo defendió ante la reina consorte Margarita de Anjou. Cuando Enrique VI de Inglaterra sufrió una crisis nerviosa a finales de ese año, Ricardo se autoproclamó Lord Protector.
Después del estallido de la Guerra de las Dos Rosas, Cecilia permaneció en el castillo de Ludlow, mientras su esposo huía a Irlanda y Europa Continental. Al mismo tiempo, trabajó secretamente a favor de la Casa de York. Cuando el Parlamento comenzó a debatir el destino de los York y sus aliados, en noviembre de 1459, Cecilia viajó a Londres para defender a su marido. Un testigo contemporáneo relata que consiguió del rey la promesa de un indulto si el duque se presentaba ante el parlamento en ocho días. Ricardo no logró llegar a tiempo y sus tierras fueron confiscadas. Sin embargo, Cecilia consiguió una asignación anual de 600 libras para su sustento y el de sus hijos.
Tras la victoria de York en la batalla de Northampton en julio de 1460, Cecilia se mudó a Londres con sus hijos. Llevó las armas reales delante de Ricardo en el desfile triunfal que se celebró en Londres en septiembre. Cuando el duque de York y sus herederos fueron reconocidos oficialmente como sucesores de Enrique VI en el Acta de Acuerdo, Cecilia pasó a ser la futura reina e incluso recibió una copia dedicada de las Crónicas Inglesas del escritor John Hardyng.
En la batalla de Wakefield (30 de diciembre de 1460) la Casa de Lancaster obtuvo una victoria decisiva. El duque de York, su segundo hijo, Edmundo, conde de Rutland y el hermano de Cecilia, Richard Neville, V conde de Salisbury, se encontraban entre las víctimas. Cecilia envió a sus dos hijos menores, Jorge y Ricardo, a la corte de Felipe III de Borgoña, quien vio obligado a aliarse con los partidarios de los York.

## Madre de dos reyes

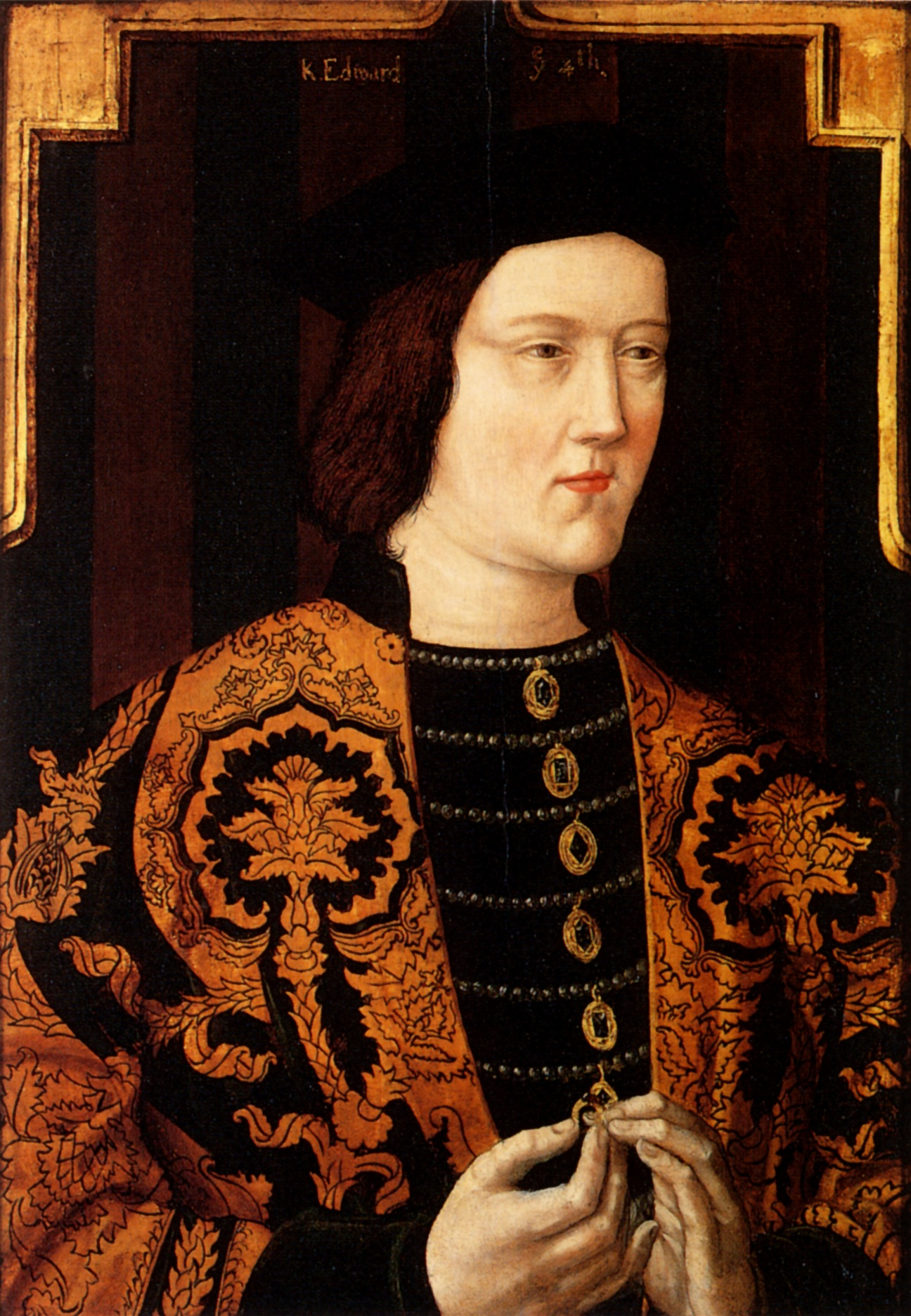
Eduardo IV de Inglaterra, hijo primogénito de Cecilia.

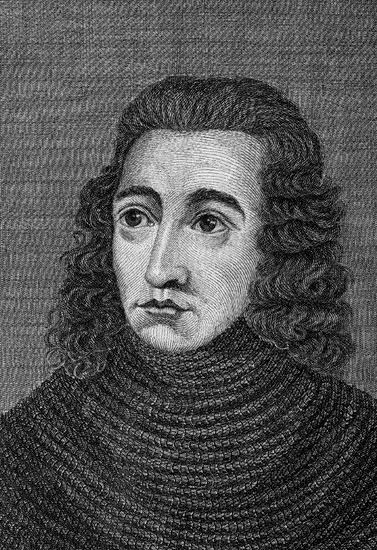
Jorge de Clarence, tercer hijo varón de Cecilia.

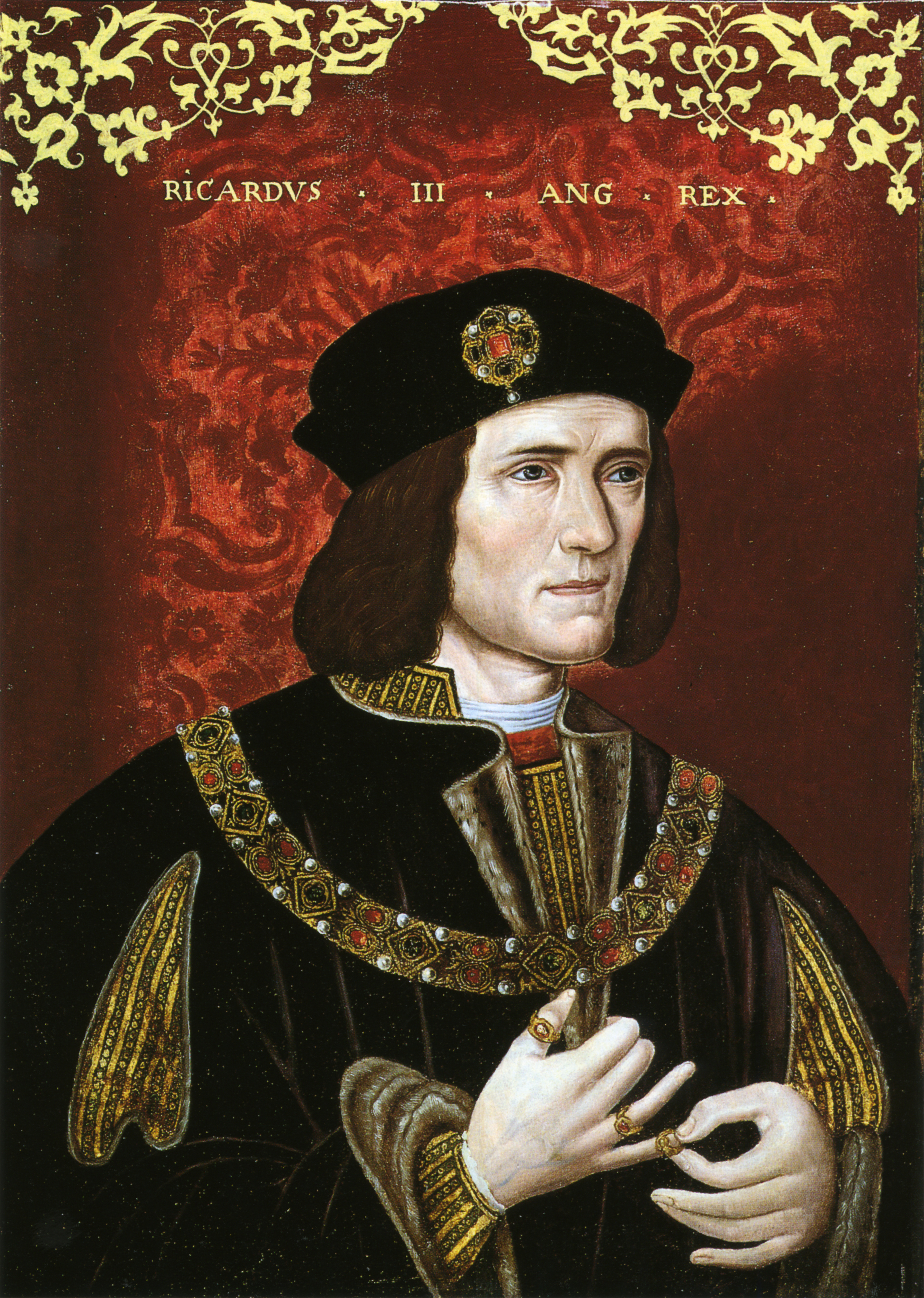
Ricardo III de Inglaterra, hijo menor de Cecilia.

El mayor de sus hijos, Eduardo, continuó con éxito la lucha contra la casa de Lancaster. Cecilia se trasladó al Castillo de Baynard en Londres, que se convirtió en la sede de la Casa de York. Cuando Eduardo derrotó a la casa de Lancaster, se convirtió de inmediato en reina madre.
Al principio del reinado de Eduardo como Eduardo IV de Inglaterra, Cecilia fue una fuerte influencia. En 1461 se rediseñó su escudo de armas para incluir las Armas Reales de Inglaterra. Tras su boda con Isabel Woodville, el rey Eduardo construyó nuevos aposentos para ella y dejó que su madre permaneciera en los que había ocupado hasta entonces.
En 1469, su sobrino, el conde de Warwick, suegro de sus hijos Jorge y Ricardo, se rebeló contra Eduardo. Warwick había difundido también rumores sobre la ilegitimidad del rey, diciendo que no era hijo del duque de York, sino de un arquero llamado Blaybourne de Ruan, lo que habría significado que Jorge era legítimamente el rey. Warwick anteriormente habría hecho similares acusaciones contra Margarita de Anjou. Cecilia no se pronunció sobre el tema públicamente, a pesar de que la acusación la desacreditaba directamente. Cuando esta primera rebelión fracasó, reunió a sus dos hijos en Londres para que se reconciliaran, pero la paz no duró mucho.
Eduardo fue brevemente derrocado por Warwick entre octubre de 1470 y abril de 1471, período durante el que se restauró a Enrique VI en el trono. Aparentemente el conflicto entre Eduardo y su hermano Jorge nunca se resolvió y este último fue acusado de traición y ejecutado en la Torre de Londres el 18 de febrero de 1478. 
Eduardo IV murió repentinamente el 9 de abril de 1483, dejando dos hijos varones de 13 y 10 años. El mayor ha pasado a la historia como Eduardo V. El hijo menor de Cecilia, Ricardo, había sido nombrado lord protector por deseo de Eduardo IV, pero envió a los dos niños a la Torre de Londres, donde desaparecieron: aun hoy su destino es objeto de debate. Una dudosa investigación posterior concluyó que el matrimonio entre Eduardo IV e Isabel Woodville había sido nulo, por lo que los príncipes de la Torre fueron declarados ilegítimos por un acta parlamentaria, lo que permitió que su tío fuese coronado como Ricardo III de Inglaterra el 6 de julio. 
Su reinado, sin embargo, fue breve: el 22 de agosto de 1485 murió en la batalla de Bosworth, en la que sus tropas sufrieron una grave derrota a manos del líder de la casa de Lancaster, Enrique Tudor, que inmediatamente ascendió al trono con el nombre de Enrique VII. Para entonces ya habían muerto el esposo y los cuatro hijos de Cecilia, aunque dos de sus hijas aún vivían: Isabel y Margarita.
El 18 de enero de 1486, Isabel de York, nieta de Cecilia e hija mayor de Eduardo, se casó con Enrique VII de Inglaterra. A partir de entonces, Cecilia se dedicó a la caridad, granjeándose una reputación de mujer piadosa. Murió el 31 de mayo de 1495 y fue sepultada junto a su esposo y su hijo Edmundo en la iglesia de Fotheringhay.
Todos los monarcas ingleses desde Enrique VIII son descendientes de Isabel de York, y por lo tanto, de Cecilia Neville.

## Descendencia
Con su esposo Ricardo de York, Cecilia tuvo 12 hijos:
1. Ana de York (10 de agosto de 1439-14 de enero de 1476), esposa de Henry Holland, 3º duque de Exeter y más tarde de Sir Thomas St. Leger.
2. Enrique de York (10 de febrero de 1441) murió a las pocas horas de su nacimiento.
3. Eduardo IV de Inglaterra (28 de abril de 1442-9 de abril de 1483).
4. Edmundo de York, conde de Rutland (17 de mayo de 1443-31 de diciembre de 1460).
5. Isabel de York (22 de abril de 1444-enero de 1503), esposa de Juan de la Pole, II duque de Suffolk.
6. Margarita de York (3 de mayo de 1446-23 de noviembre de 1503), esposa de Carlos el Temerario.
7. Guillermo de York (7 de julio de 1447), que murió en la niñez.
8. Juan de York (7 de noviembre de 1448), que murió en la niñez.
9. Jorge de Clarence (21 de octubre de 1449-18 de febrero de 1478), se ahogó en su vino preferido.
10. Tomás de York (1450/1451), que murió en la niñez.
11. Ricardo III de Inglaterra (2 de octubre de 1452-22 de agosto de 1485), muerto en la batalla de Bosworth.
12. Úrsula de York (22 de julio de 1455), que murió en la niñez.

## En la ficción

### Series de televisión
| Año  | Título             | Intérprete       | Director   |
| ---- | ------------------ | ---------------- | ---------- |
| 2017 | The White Princess | Caroline Goodall | -          |
| 2013 | The White Queen    | Caroline Goodall | James Kent |